# Estación de Río Arillo
Río Arillo, denominada en un principio como «La Ardila», es un intercambiador de ferrocarril situado en el término municipal de San Fernando (Cádiz), en España. Está situado en la salida oeste de la ciudad y sirve para transbordar entre el servicio de cercanías y tranvía.
Conforma la más occidental de las paradas de la línea 1 del tranvía metropolitano en la ciudad, la más cercana a Cádiz, y el punto donde se unen las vías del tranvía con las del ferrocarril antes de la entrada a la capital provincial.

## Situación ferroviaria
Se encuentra en el punto kilométrico 147,5 de la línea férrea de ancho ibérico Alcázar de San Juan-Cádiz. El kilometraje toma como punto de partida la ciudad de Sevilla, ya que este trazado va unido a la línea Sevilla-Cádiz posteriormente integrada en la ya mencionada línea Alcázar de San Juan-Cádiz. El tramo es de vía doble y está electrificado.

## Historia
La Junta de Andalucía adjudicó el 3 de febrero de 2016 la construcción de este intercambiador de transportes. Sin embargo, su puesta en funcionamiento no fue posible hasta el 6 de octubre de 2022, debido a los problemas surgidos para la puesta en marcha del Tren tranvía de la Bahía de Cádiz, coincidiendo con la inauguración de su servicio comercial.

## Servicios ferroviarios

### Cercanías
La estación tiene servicio de cercanías con una frecuencia que oscila entre 15 y 60 min en sentido Cádiz y en sentido Jerez hasta San Fernando-Bahía Sur y entre 30 y 60 min en sentido Jerez más allá de la estación antes citada los días laborables. Los fines de semana y festivos la frecuencia es de 1 tren cada hora todo el día.
| procedencia/destino | < estación | Línea | estación >             | destino/procedencia |
| ------------------- | ---------- | ----- | ---------------------- | ------------------- |
| Cádiz               | Cortadura  |       | San Fernando-Bahía Sur | Aeropuerto de Jerez |

### TramBahía
Desde el 26 de octubre de 2022, la estación acoge los servicios ferroviarios de la línea 1 del Tren tranvía de la Bahía de Cádiz (TramBahía), que la conecta con Cádiz por un lado, y con San Fernando y Chiclana de la Frontera por otro, siguiendo un recorrido mixto de tren y tranvía. La frecuencia horaria se ha adaptado al horario de Cercanías de Renfe, con lo que los trenes combinan de manera efectiva los trayectos completos de Chiclana a Cádiz capital, y viceversa, con trayectos cortos que favorecen el trasbordo ágil y funcional con la línea C-1 de Jerez–Cádiz en la estación.
| procedencia/destino | < estación | Línea | estación > | destino/procedencia |
| ------------------- | ---------- | ----- | ---------- | ------------------- |
| Cádiz               | Cortadura  |       | Ardila     | Pelagatos           |